# Cleisa Tavares
Cleisa Tavares (ur. 1989) – reprezentująca Republikę Zielonego Przylądka lekkoatletka, tyczkarka.

## Rekordy życiowe
- skok o tyczce – 2,30 (2007) rekord Republiki Zielonego Przylądka[1]
- skok o tyczce – 2,25 (2008) rekord Republiki Zielonego Przylądka[2]